# Okaihau
 (septembre 2022).
Le contenu est difficilement compréhensible vu les erreurs de traduction, qui sont peut-être dues à l'utilisation d'un logiciel de traduction automatique.
 (septembre 2022).
La mise en forme du texte ne suit pas les recommandations de Wikipédia : il faut le « wikifier ».
Les points d'amélioration suivants sont les cas les plus fréquents. Le détail des points à revoir est peut-être précisé sur la page de discussion.
- Les titres sont pré-formatés par le logiciel. Ils ne sont ni en capitales, ni en gras.
- Le texte ne doit pas être écrit en capitales (les noms de famille non plus), ni en gras, ni en italique, ni en « petit »…
- Le gras n'est utilisé que pour surligner le titre de l'article dans l'introduction, une seule fois.
- L'italique est rarement utilisé : mots en langue étrangère, titres d'œuvres, noms de bateaux, etc.
- Les citations ne sont pas en italique mais en corps de texte normal. Elles sont entourées par des guillemets français : « et ».
- Les listes à puces sont à éviter, des paragraphes rédigés étant largement préférés. Les tableaux sont à réserver à la présentation de données structurées (résultats, etc.).
- Les appels de note de bas de page (petits chiffres en exposant, introduits par l'outil «  Source ») sont à placer entre la fin de phrase et le point final[comme ça].
- Les liens internes (vers d'autres articles de Wikipédia) sont à choisir avec parcimonie. Créez des liens vers des articles approfondissant le sujet. Les termes génériques sans rapport avec le sujet sont à éviter, ainsi que les répétitions de liens vers un même terme.
- Les liens externes sont à placer uniquement dans une section « Liens externes », à la fin de l'article. Ces liens sont à choisir avec parcimonie suivant les règles définies. Si un lien sert de source à l'article, son insertion dans le texte est à faire par les notes de bas de page.
- La présentation des références doit suivre les conventions bibliographiques. Il est recommandé d'utiliser les modèles {{Ouvrage}}, {{Chapitre}}, {{Article}}, {{Lien web}} et/ou {{Bibliographie}}. Le mode d'édition visuel peut mettre en forme automatiquement les références.
- Insérer une infobox (cadre d'informations à droite) n'est pas obligatoire pour parachever la mise en page.

Pour une aide détaillée, merci de consulter Aide:Wikification.
Si vous pensez que ces points ont été résolus, vous pouvez retirer ce bandeau et améliorer la mise en forme d'un autre article.
Okaihau est une petite localité dans la région du Northland de l ’Île du Nord de la Nouvelle-Zélande.

## Situation
La ville est située juste au nord de la ville de Kaikohe. 
La route State Highway 1/SH1 passe à travers la ville de Okaihau.

## Nom
Le nom de Okaihau est maori, signifiant la « fête des vents » (Feast of the winds), est lié à la localisation de la zone sur une crête située à 200 m au-dessus du niveau de la mer. Cette partie de la Nouvelle-Zélande était initialement une zone de paysage densément boisé et même aujourd’hui, il existe des vieux arbres de grande taille tels que des arbres Vitex lucens ou puriri (en), qui sont retrouvés en particulier dans la zone entourant l’école.

## Population
Au recensement de 2006  Recensement de la population en Nouvelle-Zélande, la ville avait une population de 717 habitants, en augmentation de 30 personnes depuis le recensement de  2001 .

## Transport
Le 29 octobre 1923, une ligne de chemin de fer fut ouverte vers la ville d’Okaihau à partir de la jonction avec la North Auckland Line au niveau de la ville d’Otiria. Des travaux sur une extension de la ligne au-delà de Okaihau vers Hokianga Harbour et la ville de Kaitaia n’évoluèrent que lentement, et en 1936, la ligne fut terminée jusqu’à Rangiahua. Toutefois, il fut décidé que cette construction en-dessous de Rangiahua pourrait être excessivement coûteuse et la section raide allant de Okaihau à la ville de Rangiahua fut considérée comme non nécessaire et donc supprimée.  La ligne de chemin de fer devint connue comme la Okaihau Branch et la ville d’Okaihau devint le terminus du chemin de fer le plus au nord de la Nouvelle-Zélande. Comme Okaihau était sur le trajet de la principale route nationale, (State Highway 1/SH1), elle devint le point de transbordement pour les marchandises par le rail en provenance de la route et vice versa.
Pour la branche d’Okaihau, lors des quelques premières tranches des opérations, les passagers furent amenés par des trains mixtes, qui transportaient aussi du fret et circulaient plus lentement selon les horaires.  Ces  services mixtes offraient des connexions avec les trains de passagers du Northland Express, qui circulaient trois fois par semaine entre Auckland et Opua en novembre 1956, les trains de transports furent remplacés par un système d'autorail de la RM class (en) de type 88 sièges (en).  Le terminus nord fut changé de Opua pour Okaihau et les services du chemin de fer augmentèrent de fréquence et d’importance.  Les autorails ont fourni une amélioration considérable du service et furent très  populaires tout le temps de leur fonctionnement. Toutefois, des défauts mécaniques touchèrent l’autorail et il fut arrêté en juillet 1967. Les trains mixtes continuèrent à fonctionner vers Whangarei jusqu’au 21 juin 1976, quand la ligne devint une ligne réservée au fret seulement. Toutefois, le déclin du volume du fret du fait de la dérégulation de l’industrie du transport en 1983, a signifié que la ligne ne pouvait pas durer plus longtemps et elle fut fermée le 1er novembre 1987.
Aujourd’hui, la plate-forme de la station de chemin de fer d'Okaihau reste dans sa localisation ancienne à côté d’une zone plate, qui autrefois formait le trajet du chemin de fer et juste au nord de la ville, où il y a un tunnel sur la section allant vers Rangiahua. C’est le tunnel ferroviaire le plus au nord de la Nouvelle-Zélande.
Il a été proposé de rouvrir la branche Okaihau pour assurer le trafic forestier mais à cette date, rien n’a abouti.

## Éducation
L’enregistrement officiel le plus ancien d’une école à Okaihau date de 1874 mais avant cela, l’école a été tenue par Mr. Joseph Harrison à partir de 1870 ou 1871. La date initiale n’est pas connue. Selon Mr. McCloud le M.P à cette époque, cité dans History of New Zealand, à travers pour la baie des Îles, il s'est arrangé pour fournir du bois pour l’école et le gouvernement a pu l’ériger et payer les enseignants en totalité. La seconde école fut construite en 1874, ouvrant pour un effectif de 21 enfants .
En 1889, le bâtiment de l’école s’avérant trop petit, il fut déclassé pour servir comme « Upper Waihou School ». Une école plus large fut construite à sa place. Cette école, plus grande fut considérée continuellement comme l’école principale jusqu’à une extension dans les 40 années suivantes. D’autres écoles furent ouvertes dans cette zone à une date plus tardive : Upper Waihou, Rangi Point, Cooks Roa’, Utakura, Okaihau East et Okaihau. L’école dite des « Travaux Publics », du fait d’un large afflux de travailleurs sur la ligne de chemin de fer, il a été proposé au niveau de la ville de Kaitaia la création de la « Public Works School », qui devint nécessaire . Elle a grossi jusqu’à avoir trois enseignants.
Avant l’année 1938, il n‘y avait pas d'école secondaire pour les élèves du secteur d’Okaihau. Les étudiants pouvaient s’inscrire pour un diplôme à Auckland ou à Whangarei, ou voyager vers  Kaikohe par le train de la branche d'Okaihau (en). Le déplacement vers Kaikohe fut un test d’endurance pour les étudiants, car ils ne pouvaient pas revenir à leur domicile avant 18 heures et souvent plus tard. Le 4 avril 1938, une « école consolidée » fut ouverte avec un effectif de180 étudiants. Le premier dirigeant fut Mr. A. Burnett.
En 1947, l’effectif fut augmenté de façon que la Consolidated School devint une école supérieure de district (en) et avec l’addition de deux constructions en préfabriquées, qui servaient à la fois comme école primaire et secondaire. Le premier directeur fut Mr. J. Lee et Mr. T. Batty l’assista pour le département de la High School. D’autres extensions intervinrent en 1963, quand un « Block Infant » séparé, fut érigé à travers la route venant de l’école principale.

### Collège d’Okaihau
En 1973, la High School fut subventionnée, allant de l'année 7 à 13, et devint le Okaihau College avec Mr. Laurenson comme premier principal titulaire.
À la même époque, une école primaire fut instituée autour de l’« Infant Block » avec Mr. N. Thomson, qui en devint le premier directeur. À la fin des années 1973, il y avait 263 enfants, qui fréquentait le collège et 219 élèves pour l’école primaire.
Le College Okaihau a augmenté pour atteindre actuellement un effectif de 427 enfants.

### L’école primaire d’Okaihau
L’école primaire d’Okaihau a un taux de décile de 4 et reçoit des enfants de l’année 1 à 6, avec un effectif de 157 élèves.